# Applied Physics Express
Physics Express・フィジクス・エクスプレス、APEX, Appl. Phys. Express) は、2008年1月に日本で創刊された、応用物理学分野の科学学術雑誌。4ページ以内の、査読された速報記事（レター論文）のみ掲載される。応用物理学会を主体とし、日本物理学会との協同内部組織である物理系学術誌刊行センター (PCPAP) によって刊行されている雑誌の一つ。同じく応用物理学会PCPAPが発行しているJapanese Journal of Applied Physics (JJAP) の姉妹誌。

## 概要
投稿は会員・非会員に関係なく全世界から受け付けている。「新しい研究結果に関する最新かつ簡明なレポートの迅速な普及を目的」としており、投稿から最短で2週間で発行される。オンライン発行を主体とし、また全ページカラー印刷である。
学術会議の特集号として刊行される場合もある。

## JJAPからの分離独立
応用物理学分野における進展が早くなる中、速報性の高い論文誌が求められるようになり、1982年以降、JJAP は Part 1 (Regular Papers, Short Notes, Review Papers) と Part 2 (Letter, Express Letters) とに分かれて発刊されるようになった。Letters、Express Lettersは、発見や実験の速報性が要求されるために、本論文が発行される前に刊行が必要なための分離であった。2008年1月、当時JJAPの発行を行っていた物理系学術誌刊行協会（IPAP）は、JJAP Part 2 を分離する形で Applied Physics Express を創刊した。なお Part 1 は、現在もJapanese Journal of Applied Physicsとして、刊行されている。IPAPの発展的解消に伴い、現在は応用物理学会から発行されている。